# Медаља за храброст (1912)
Златна и Сребрна медаља за храброст је било одликовање Краљевине Србије. Медаља је, у два разреда, као Златна и Сребрна, успостављена 14. новембра 1912. године и додељивана је за истакнуту храброст исказану на ратишту у време Првог балканског рата против Османског царства. Медаљу је додељивао Краљ по личном нахођењу или на предлог министра војног, команданата армија и команданата дивизија. Током употребе, медаља је додељена већем броју војника, официра и редова Српске војске.
Аутор медаље је вајар Ђорђе Јовановић и израђене су у стилу академског реализма. Посебно Златна медаља ужива велику естетску вредност међу истраживачима српских одликовања. Повеље за медаљу су рађене по нацрту архитекте Милосава Стојадиновића.
Већина истраживача наводи да сам век употребе медаље није био дуг, свега око шест месеци, док други извори наводе да се са доделом наставило и након Првог балканског рата. Разлог овоме је била неомиљеност изгледа Златне медаље код одликованих, због чега је након поменутог шестомесечног временског периода ова медаља, како Златна тако и Сребрна, замењена новом медаљом за храброст са представом српског јунака Милоша Обилића.

## Настанак
Избијањем Првог балканског рата 1912. године, у који је Србија у савезништву са другим хришћанским земљама на Балкану наступила против Османског царства, покренуто је у Србији питање система споменица и ратних одликовања за храброст и ревносну службу. При том је постојећи систем, заснован још у ратовима 1876-78, обновљен.
Краљ Петар I Карађорђевић је Уредбом од 14. новембра 1912. установио Златну и Сребрну медаљу за храброст, која је додељивана за „показану и осведочену храброст на бојишту”. Израда идејног решења медаље је поверена познатом академском вајару Ђорђу Јовановићу. Концепт медаље је био идентичан концепту српских медаља за храброст из претходних ратова (1876—1878; 1885), те је подразумевао златни и сребрни разред медаље, са различитим ликовним решењем за разреде.

## Изглед

### Златна медаља
Златна медаља је кружног облика, пречника 30 милиметара. У аверсу медаље је профил жене окренуте налево, у оклопу, са дијадемом украшеном ловоровим венцем на глави и двоглавим орлом са круном на грудима — симболом Краљевине Србије. Уз ивицу аверса медаље, лево и десно од лика жене, је натпис „КРАЉЕВИНА СРБИЈА” (ћириличким писмом) који се завршава петокраком звездицом. Испод попрсја женске фигуре је сигнатура иницијала аутора медаље, Ђорђа Јовановића — „Ђ. Ј” (ћириличким писмом) и то писаним симболима, тј. оригиналним потписом аутора, те година „1912”. На реверсу медаље је ћирилицом, у два хоризонтална реда, натпис „ЗА ХРАБРОСТ” у венцу од (дуже) ловорове и (краће) храстове гранчице, везаних у дну штитом српског грба са круном у надвишењу. Медаља има ушицу кроз коју пролази округла алка, о којој виси на пантљици.
Млади женски лик на аверсу медаље је национална алегорија Србије. 
Истраживач Милован Меденица у својој студији о овој медаљи, наводи да је Јовановић женску фигуру радио по лику и сећању на српску хероину Милицу Стојадиновић Српкињу, док други истраживачи овај детаљ не помињу. Златна медаља је рађена по угледу на француска одликовања са представом жене у аверсу (обично Маријане), као алегорије Француске, са жељом да и Краљевина Србија на свом одличју за храброст буде представљена кроз лик српске хероине. Како истиче Меденица, Јовановић, као и наручилац, краљ Петар I, су обојица били познаваоци француске културе, историје и уметности, а краљ и сам носилац француских одличја са мотивом младе жене у аверсу (од прве медаље коју је стекао као добровољац у Француско-пруском рату до ордена Легије части I степена).
Медаља се носила на левој страни прсију, на црвеној моарираној пантљици широкој 40 милиметара, а у виду правоугаоника који је у доњем делу савијен у троугао. Више аутора наводи да је медаља кована од легуре злата, док историчар уметности Радомир Столица у свом опису овог знамења износи да је златна медаља кована од бронзе па позлаћена. Истраживач Борис Пристер, описујући примерак депонован у Повијесном музеју Хрватске, наводи да је тај примерак од позлаћеног сребра. Истраживачи српских одликовања Павел Цар и Томислав Мухић истичу да је златна медаља кована у две варијанте: прва варијанта је израђена од посебне легуре бакра и злата, а друга варијанта од позлаћене бронзе. Они наводе и да позлата код друге варијанте златне медаље није класична, него је по замисли медаљера, коришћено злато сливено са бакром. Према увиду Цара и Мухића, обе варијанте су коване истим калупом, у непознатој, највероватније бечкој радионици. Ова два аутора, и истраживач Лазар Герић, описују и постојање златне медаље које у многим детаљима одступају од основне (званичне) варијанте и, према суду ових истраживача, највероватније су остатак пробне серије. Ове медаље су израђене од посребрене бронзе, другачијим калупом и знатно грубљих детаља; пречника су 30 милиметара и на свом аверсу имају алегорију Србије док је на реверсу српски државни грб. Герић претпоставља да се ради о неусвојеном предлогу или нереализованој понуди неке непознате медаљарске радионице.
Већина аутора наводи да Златна медаља није имала дуг век употребе — свега око шест месеци, па је сходно томе и релативно мали број примерака је и искован и додељен. Разлог овоме лежи у тадашњем патријархалном схватању идеала храбрости српског војника, у који се није уклапао алегоријски женски лик Србије, што је узроковало неомиљеност овог одликовања код одликованих. Након поменутог периода, током Другог балканског рата 1913. године, ова медаља замењена је новом медаљом са мужевнијом представом легендарног српског јунака Милоша Обилића, по угледу на црногорску медаљу са мотивом истог јунака коју су добијали црногорски борци за време овог рата. Истраживачи Милош Жикић и Борис Томанић пак наводе да се са доделом овог одличја наставило и након поменутог периода, упоредо са доделом споменуте новоосноване медаље за храброст, за заслуге за време Првог светског рата.
Са естетског аспекта, златна медаља представља изванредан, посебно леп и оригиналан рад Ђорђа Јовановића, у стилу високог академског реализма., и под утицајем француског медаљерства. Премда неомиљена код одликованих златна медаља улази у ред најпопуларнијих примерака у збиркама колекционара српских одликовања те због своје реткости и лепоте израде има велику вредност у овим круговима.
- Примери француских одликовања са ликом жене у аверсу установљених у 19. веку
- Аверс француске Војне медаље (франц. Médaille militaire) (en); Медаљу је 1852. основао председник Луј Наполеон пре него што се прогласио царем Наполеоном III[30][31]; На аверсу медаље је приказ Маријане као националне персонификације Француске.
- Француски орден Легије части, основан 1802. године од Наполеона Бонапарте[32]; жена као персонификација Француске у аверсу ордена
- Француска споменица експедиције у Тонкину (франц. Médaille commémorative de l'expédition du Tonkin)(en), установљена 6. септембра 1883.
- Француска Медаља части за епидемије (франц. Médaille d'honneur des épidémies) (fr), установљена 31. марта 1885.
- Француски орден за пољопривредне услуге који је 1883. године установио министар Жил Мелен[33]; На слици је аверс ордена са женском персонификацијом Француске

### Сребрна медаља
Сребрна медаља је, такође, кружног облика, пречника 27 милиметара. У аверсу медаље се дат у рељефу налази српски краљевски грб: двоглави орао у полету, са штитом на грудима на којем су смештени карактеристични крст и четири оцила, те два крина у подножју животиње. Испод орла је, слично као и код златне медаље, сигнатура иницијала Ђорђа Јовановића те година „1912”. Реверс сребрне медаље је истоветан са реверсом златне — девиза: „ЗА ХРАБРОСТ”, окружена полувенцем од храстове и ловорове гранчице, које се укрштају на штиту српског грба.
Медаља је кована од легуре сребра и носила се на левој страни груди, о траци у бојама српске народне заставе, широкој 27 милиметара, дупло толико дугачкој, која је на крају савијена у троугао. Трака сребрне медаље је сложена слично тракама сребрних медаља за храброст из ранијих ратова.
Са аспекта ликовног израза, према суду истраживача, решење сребрне медаље је неупадљиво и посве обично, шаблонско, скромније и неугледније у односу на златну медаљу, али се стилски уклапа уз њу. Више аутора наводи да се сребрна медаља, исто као и златна, додељивала само шест месеци, након чега је повучена из употребе, док истраживачи Милош Жикић и Борис Томанић наводе да се са доделом овог разреда медаље, исто као и златног, наставило, током и након Првог светског рата. Сребрна медаља се на колекционарском тржишту појављује чешће од златне медаље, па је стога, у колекционарском смислу, мање вредна.
- Аверс Сребрне медаље за храброст из 1912. године (крајње десно на слици) и Златна и Сребрна медаља за храброст „Милош Обилић” (лево на слици), поставка Народног музеја Ваљево; [јануар 2022. године.]
- Сребрна медаља за храброст из 1912 изблиза, поставка Народног музеја Ваљево; [јануар 2022.]

## Повеља
Уз медаље су додељиване повеље које су потписивали команданти војски или самосталних дивизија. У случају да је медаљом био одликован неко од команданата војски, повељу је онда својеручно потписивао Краљ као врховни заповедник.
Повеље за Златну и Сребрну медаљу за храброст су настале у периоду пре Првог светског рата, када долази до типизације образаца за повеље медаља српских и, касније, југословенских одликовања. Повеље медаља пре овог периода, у који се убраја и повеља за Медаљу за храброст из 1912. године, се креирају према пригоди, што је довело до стварања карактеристичних и занимљивих ликовних решења, особених за овај период историје повеља српских одликовања. Повеља за Медаљу за храброст и Медаљу за грађанске заслуге су примери тог периода.
Повеље Медаље за храброст из 1912. су рађене по идејном нацрту архитекте Милосава Стојадиновића, а штампане у Картографској радионици географског одељења Главног ђенералштаба. Према суду истраживача српских одликовања Миле Пилетић, Павела Цара и Томислава Мухића, изглед ових повеља се одликује веома оригиналним и занимљивим ликовним решењем. Изглед повеље се састојао од атрактивно приказаног тријумфалног славолука украшеног државним и ратним симболима. Архитекта Драгомир Ацовић је четрдесет и један грб српских држава, земаља и територија приказаних на славолуку на повељи, окарактерисао као патриотску хералдичку хиперплазију.
Изглед повеља за два разреда медаље, Златни и Сребрни, није се битно разликовао осим у исписаној другој ознаци разреда.
- Фотографија повеље Златне медаље за храброст 1912. којом је одликован артиљеријски потпуковник Никола IТомашевић, у Сари-Хамзали, 1. јуна 1913. године; Збирка Војног музеја у Београду (Инв. бр. 7221);[42]
- Фотографија повеље Златне медаље за храброст 1912. којом је одликована застава 14 пешадијског пука  позива народне војске, у Пироту, 1. августа 1913. године; Збирка Војног музеја у Београду (Инв. бр. 11684);[43]
- Фотографија повеље за Златну медаљу за грађанске заслуге из 1907. године, додељена инжењеру Филипу Трифуновићу, а коју је потписао канцелар краљевских ордена, Збирка Народног музеја у Ужицу; Атрактивно и необично ликовно решење повеље, са декоративним орнаментом и приказом идеализованог крајолика при дну, као напоменуто, карактеристично за старије обрасце повеља насталих у Краљевини Србији.[44]

## Историја употребе
Златну и Сребрну медаљу за храброст је додељивао краљ Петар I или сам по свом нахођењу или на предлог команданата армија, дивизија или војног министра официрима, подофицирима и редовима Српске војске који су се истакли личном храброшћу у рату 1912—1913. Попис одликованих особа је вођен у Министарству војном, које је водило и бригу о набавци и дистрибуцији медаље. За додељене медаље није наплаћивана надокнада, а медаља је након смрти одликоване особе остајала наследницима на чување.
Указом од 5. маја 1913. године Златном медаљом за храброст одликовано 312 наредника, поднаредника, каплара и редова армија, дивизија, бригада и пукова Српске војске. Пошто друге могуће доделе нису забележене, Цар и Мухић су мишљења да се наведена бројка одликованих не може сматрати коначном. Истраживачи Милош Жикић и Борис Томанић, увидом у документа похрањених у Архиву Југославије у Београду, наводе да је додела оба разреда Медаље за храброст из 1912, упоредо са доделом Медаље за храброст „Милош Обилић”, настављена и након Првог балканског рата, даље током Првог светског рата.
Златном медаљом за храброст су за заслуге у Првом балканском рату одликоване и заставе појединих пешадијских и коњичких пукова војске Краљевине. Тако су, за показану храброст у рату 1912—13, Указом од 24. маја 1913. године, Златном медаљом за храброст одликоване заставе: VI пешадијског пука  позива народне војске „Престолонаследника краљевића Александра“, VII пешадијског пука  позива народне војске „Краља Петра I“, XII пешадијског пука  позива народне војске „Цара Лазара“, XIV пешадијског пука  позива народне војске,  пешадијског пука  позива народне војске „Цара Николе I“, II прекобројног пешадијског пука  позива народне војске, III, V, VIII, XII и XIII пешадијског пука  позива народне војске, IV коњичког пука  позива народне војске „Великог књаза Константина Константиновића“ (2 златне медаље), Дунавског и Шумадијског дивизијског коњичког пука  позива народне војске. Према наводима истраживача Миле Пилетић из 1987. године, једино је застава Дунавског дивизијског коњичког пука сачувала своје одличје, а застава XIV пешадијског пука диплому за одличје; обоје депоновано у Војном музеју у Београду.
- Галерија неких од носилаца Златне и Сребрне медаље за храброст
- Поручник I пешадијског пука Василиј Каповић са Златном медаљом за храброст на грудима;[49]
- Пуковник Драгољуб Цукавац, фотографија након I светског рата; Поред различитих ратних одликовања, Цукавац на својој орденској нисци истиче и Златну медаљу за храброст из 1912. и Златну медаљу за храброст „Милош Обилић”.[50]
- Дивизијски генерал Франтишек Мелихар, Чех по националности. Мелихар је био носилац Златне медаље за храброст из 1912, а осим ње носилац је и Ордена Карађорђеве звезде 2. степена, Белог орла 3. степена са мачевима и без мачева, Светог Саве 2. степена, Југословенске круне 2. степена, Медаље за војне заслуге и Албанске споменице.[51]
- Пуковник (каснији Дивизијски генерал) Војислав Живановић.[52] Одликован је Сребрном медаљом за храброст из 1912; Према подацима Миле Пилетић из 1987. године, медаља којом је одликован је депонована у Војном музеју у Београду (инв. број 7906).[17]
- Војислав Живановић (десно) јуна 1913. године обилази границу у околини Пирота са генералом Друге армије Степом Степановићем (лево).

## Остало
Медаља за ревносну службу, обновљена такође избијањем балканских ратова, је својим изгледом идентична Сребрној медаљи за храброст из 1912. Аутор ове медаље није дефинитивно познат, а међу истраживачима се ауторство приписује или Ђорђу Јовановићу, или Ђорђу Чарапићу Фусеку.
- Фотографија аверса Златне медаље за ревносну службу
- Изглед Златне и Сребрне медаље за ревносну службу у публикацији „”[57] — издатој 1936. године у Београду од Управе за заштиту индустријске својине Министарства трговине и индустрије, а сачињене за потребу паришке Конвенције за заштиту индустријске својине.[58][59]

### Књиге и каталози
- Ацовић, Драгомир М. (2008). Хералдика и Срби. Београд: Завод за уџбенике. ISBN 978-86-17-15093-6.  152135692  152135692
- Ацовић, Драгомир (2013). Слава и част: одликовања међу Србима: Срби међу одликовањима. Београд: Службени гласник. ISBN 978-86-519-1750-2.  200069388  200069388
- Ацовић, Драгомир (2019). Шест векова одликовања међу Србима. Београд: Политика, (Београд : Политика). ISBN 978-86-7607-149-4.  279618316
- Gaj-Popović, Dobrila; Subotić, Irina (1981). Medalje i plakete : Medalje i plakete iz zbirke Narodnog muzeja i dela savremenih skulptora. Beograd: Narodni muzej : Srpsko numizmatičko društvo, ([Beograd] : "Slobodan Jović").  3151879
- Grbovi, zastave, drugi državni amblemi i zvanični znaci Kraljevine Jugoslavije ; Les armoiries, drapeaux et autres emblèmes d'etat, poinçons officiels de contrôle et de garantie du Royaume de Yougoslavie (PDF). Beograd: Ministarstvo trgovine i industrije — Uprava za zaštitu industrijske svojine. 1936.  1024031914
- Димитријевић, Вукадин (1998). Одликовања и војне ознаке Србије и Југославије. Ниш: Удружење грађана "Стари Ниш" : Нумизматичко друштво "Медијана" : Клуб војске Југославије, (Ниш : Просвета).  141659655
- Јовановић, Миодраг (2005). Ђока Јовановић : [1861-1953]. Нови Сад: Галерија Матице српске, (Нови Сад : Будућност). ISBN 86-83603-12-1.  207371271
- Јовановић, Миодраг (2008). Вајар Ђока Јовановић : (1861-1953). Београд: САНУ, (Београд : Публикум). ISBN 978-86-7025-463-3.  150086156
- Јовановић Чешка, Тијана (2018). Ђорђе Ј. Чарапић - Георг J. Фусек : живот и дело : 1876-1941. Београд: Историјски музеј Србије, (Београд : Типографик плус). ISBN 978-86-82925-95-8.  272312588
- Каталог одликовања Републике Србије, војних спомен-медаља и војних споменица / [приређивачи Слађан Ристић ... [и др.]] (PDF). Београд: Медија центар Одбрана, (Београд : Војна штампарија). 2016. ISBN 978-86-335-0448-5.  224513036
- Lazarević, Petar (192X). „Medalja za hrabrost” (PDF). u Narodna enciklopedija srpsko-hrvatsko-slovenačka. Knj. 2, I-M / St. [Stanoje] Stanojević (PDF). Zagreb: Bibliografski zavod, (Zagreb : Zaklada Tiskare Narodnih novina). стр. 833.  56005127
- Маричић, Душанка (2019). Дипломе и повеље XIX и XX века : из збирке Војног музеја. Београд: Медија центар Одбрана, (Београд : Војна штампарија). ISBN 978-86-335-0670-0.  277796876
- Миливојевић, Станојка (2016). Благо из депоа Народног музеја : поводом 70 година рада : 1946-2016 (PDF). Ужице: Народни музеј "Ужице", (Ужице : Графичар). ISBN 978-86-84859-87-9. Архивирано из оригинала (PDF) 19. 05. 2021. г. Приступљено 19. 05. 2021.  223436044
- Милошевић, Емица; Рајић, Делфина; Бојовић, Радивоје (2007). Вајар Ђорђе Јовановић : (1861-1953) : каталог изложбе (PDF). Чачак: Народни музеј, (Чачак : Графички центар). ISBN 978-86-84067-15-1.  138745868
- Narodna enciklopedija srpsko-hrvatsko-slovenačka. Knj. 2, I-M / St. [Stanoje] Stanojević (PDF). Zagreb: Bibliografski zavod, (Zagreb : Zaklada Tiskare Narodnih novina). 192X.  56005127
- Николић, Десанка (1971). Наша одликовања до 1941 : из колекције Војног музеја у Београду. Београд: Војни музеј, (Београд : Просвета).  108440839
- Prister, Boris (1984). Odlikovanja, Katalog muzejskih zbirki XXI. Zagreb: Povijesni muzej Hrvatske.  2397536
- Prister, Boris (2000). Odlikovanja iz zbirke dr. Veljka Malinara: Odlikovanja Crne Gore, Srbije, Kraljevine SHS (Kraljevine Jugoslavije) i Socijalističke Jugoslavije. Dio 3. Zagreb: Hrvatski povijesni muzej. ISBN 9536046202.
- Пилетић, Милана (1987). Одликовања југословенских народа XIX и прве половине XX века (до 1941) из збирке Војног музеја у Београду. Београд: Војни музеј, (Београд : БИГЗ).  61075724
- Romanoff, Dimitri (1996). The Orders, Medals and History of the Kingdoms of Serbia and Yugoslavia (на језику: енглески). Balkan Heritage. ISBN 8798126733.
- Самарџић, Драгана (1983). Војне заставе Срба до 1918. Београд: Војни музеј, (Београд : Београдски издавачко-графички завод).  39980807
- Тодоровић, Нада (1964). Југословенске и иностране медаље. Београд: Народни музеј, (Београд : Привредни преглед).  512253592
- Филиповић, Мирјана; Поповић, Марко (1979). Ордење и медаље Србије и Црне Горе : збирка Марка Поповића. Београд: Музеј града Београда, Манакова кућа, (Београд : Радиша Тимотић).  1024156593  36025863
- Car, Pavel; Muhić, Tomislav (2009). Odlikovanja Srbije i Jugoslavije : od 1859. do 1941. Wien: Militaria. ISBN 9783902526281.  430956
- Švajncer, Janez (1978). Odlikovanja in znaki na Slovenskem (на језику: словеначки). Maribor: Pokrajinski muzej Maribor.

### Часописи
- Gerić, Lazar (1997). „Medalje za hrabrost Kraljevine Srbije” (PDF). Dinar : numizmatički časopis. Beograd: Srpsko numizmatičko društvo (7): 47—48. ISSN 1450-5185.  66160140  66160140
- Gerić, Lazar (1998). „Medalje za hrabrost Kraljevine Srbije (3)”. Dinar : numizmatički časopis. Beograd: Srpsko numizmatičko društvo (9): 49—50. ISSN 1450-5185.  66160140  66160140
- Жикић, Милош; Томанић, Борис (2018). „Британска одликовања српској војсци за заслуге у Првом светском рату - три документа”. Архив : часопис Архива Југославије. Београд: Архив Југославије, (Београд : Планета принт). XIX (1—2): 158—190. ISSN 1450-9733. Архивирано из оригинала 15. 11. 2021. г. Приступљено 15. 11. 2021.  1026553485  167385863
- Medenica, Milovan R. (1997). „Zlatna i srebrna medalja za hrabrost (1912)”. Dinar : numizmatički časopis. Beograd: Srpsko numizmatičko društvo (4): 34—35. ISSN 1450-5185.  66160140  66160140
- Stolica, Radomir (1975). „Medalje za hrabrost iz 1912. godine”. Kolekcionari : Jugoslovenski informativni časopis za filateliju i numizmatiku. Beograd: Jugoslavika moderna (4): 53—54. ISSN 0351-9481.  16056322
- Stolica, Radomir (2003). „Znak 14. pešadijskog Olonjeckog puka srpskog kralja Petra I” (PDF). Dinar : numizmatički časopis. Beograd: Srpsko numizmatičko društvo (21): 48—49. ISSN 1450-5185.  66160140  66160140
- Stolica, Radomir (2003a). „Medalja za revnosnu službu : ili najstarija srpska odlikovanja dodeljivana pripadnicima vojske i licima građanskog i duhovnog reda”. Orden : faleristički časopis Srpskog numizmatičkog društva Beograd. Beograd: [Srpsko numizmatičko društvo], (Beograd : Pangraf) (3): 24—27.  112253196
- Todorović, Nada (1979). „Medaljerski radovi Đorđa Jovanovića u zbirkama Narodnog muzeja u Beogradu i Srpske akademije nauka i umetnosti”. Numizmatičke vijesti. Zagreb: Hrvatsko numizmatičko društvo (33): 49—57. ISSN 0546-9422.  103662599